# الغ‌تپه
اُلُغ‌تپه (به ترکمنی به معنی تپهٔ بزرگ) یک مکان باستانی عصر برنز در دامنه کوه‌های کپه‌داغ واقع در صحرای قره‌قوم در منطقه قهقهه در استان آخال در جنوب شرقی ترکمنستان و در نزدیکی مرز ایران است. این محدوده حدود ۱۳ هکتار مساحت را شامل می‌شود و بر روی تپه‌ای به ارتفاع حدود ۳۰ متر قرار دارد و طولانی‌ترین توالی چینه‌نگاری آسیای میانه از اواخر دوران نوسنگی تا دوران پیش از هخامنشی را نمایان می‌کند.

## تاریخ
طبق جدول زیر، Olivier Lecomte، تقویمی را برای سکونت‌گاه‌های جنوب آسیای مرکزی و و الغ‌تپه ارائه می‌کند:
| دوره زمانی                                      | تاریخ                  |
| ----------------------------------------------- | ---------------------- |
| نوسنگی از نوع جیتون                             | ۶۲۰۰–۵۰۰۰ قبل از میلاد |
| پیش از مس‌سنگی (آب نو یک‌آ)                       | ۵۲۰۰–۴۸۰۰ قبل از میلاد |
| مس‌سنگی اولیه (نمازگاه یکم)                      | ۴۸۰۰–۴۰۰۰ قبل از میلاد |
| مس‌سنگی میانی (نمازگاه دوم)                      | ۴۰۰۰–۳۵۰۰ قبل از میلاد |
| مس‌سنگی پسین (نمازگاه سوم)                       | ۳۵۰۰–۳۰۰۰ قبل از میلاد |
| برنز اولیه (نمازگاه چهارم)                      | ۳۰۰۰–۲۵۰۰ قبل از میلاد |
| برنز میانی (نمازگاه پنجم)                       | ۲۵۰۰–۲۲۰۰ قبل از میلاد |
| برنز دیرهنگام (نمازگاه ششم)                     | ۲۲۰۰–۱۵۰۰ قبل از میلاد |
| برنز اواخر (تمدن آمودریا، مرحله گنور)           | ۲۲۰۰–۱۸۰۰ قبل از میلاد |
| برنز دیررس (مرو، فاز توگولوک)                   | ۱۸۰۰–۱۵۰۰ قبل از میلاد |
| آهن اولیه (یازتپه اول)                          | ۱۵۰۰–۱۱۰۰ قبل از میلاد |
| دهستان باستانی (ترکمنستان غربی)                 | ۱۳۰۰–۵۰۰ قبل از میلاد  |
| پیش از هخامنشیان و هخامنشیان (یازتپه دوم و سوم) | ۱۱۰۰–۳۲۹ قبل از میلاد  |

## اکتشافات
همچنین در کاوش‌های لایه‌های برنز پسین «مجموعه افشره‌سازی» برای تهیه آشامیدنی هوم پیدا شد. این مجموعه، مشابه آنچه است که در گنورتپه نیز یافت شده.
«... شامل یک ملات سنگی عظیم و یک گلدان، یک سنگ فشار با یک برآمدگی نیمه‌کروی در مرکز آن، و در کنار آن نیمه‌کره‌ای با تعمیق مشابه بود.»
به نظر می‌رسد گنور تپه از حدود ۲۰۰۰ سال قبل از میلاد مسیح شهر مرکزی در تمدن باستان آمودریا است که به آن مجموعه باستان‌شناسی باختری-مروی نیز می‌گویند.